# Beddgelert

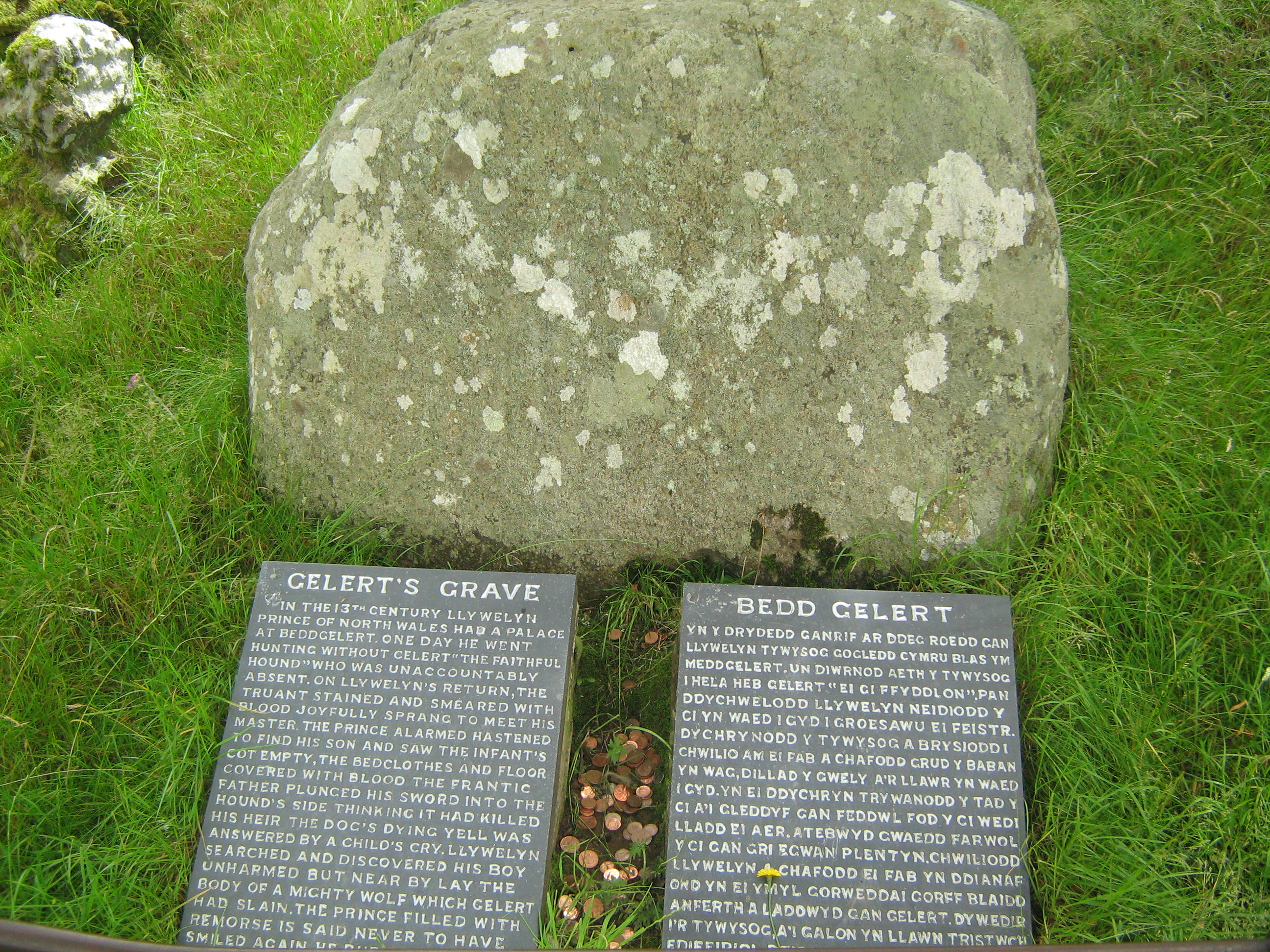
Beddgelert: la tomba dove sarebbe sepolto il leggendario cane Gelert

Beddgelert (pron.: /ˈbɛðˌɡɛlɜɹt/, secondo la pronuncia gallese, o /bɛθˌɡiːlət/, secondo la pronuncia inglese; 600 ab. ca.) è un villaggio con status di comunità (community) del Galles nord-occidentale, appartenente alla contea di Gwynedd e situato nella parte nord-orientale del Parco Nazionale di Snowdonia, lungo la confluenza dei fiumi Glaslyn e Colwyn.

## Geografia fisica
Beddgelert si trova a sud-ovest di Bethesda e a nord-ovest di Blaenau Ffestiniog, a ca. 13 km a nord di Porthmadog e a ca. 25 km a sud di Caernarfon.

## Origini del nome
Il nome della città significa "tomba di Gelert" (in gallese: bedd Gelert), in quanto vi si troverebbe il luogo di sepoltura di Gelert, un cane leggendario che sarebbe appartenuto a Llywelyn il Grande (1173 ca.–1240), sovrano del regno di Gwynedd.

## Storia

### XX secolo

#### Il meteorite di Beddegelert
Il 21 settembre 1949, alle ore 1.45 di notte, la località fu colpita da un meteorite, caduto nei pressi del Prince Llewelyn Hotel.

## Monumenti e luoghi d'interesse
Nei pressi della località si trova la fortezza nota come Dinas Emrys.

## Cultura

### Leggende

#### La leggenda del cane Gelert
Il cane di cui tratta questa storia è un gigantesco levriero irlandese di nome Gelert donato al principe Llywelyn, signore del Galles, da Re Giovanni all'inizio del Duecento.
Un giorno il principe, recandosi a caccia, lasciò Gelert a guardia del figlio. Al suo ritorno la bocca del cane era sporca di sangue e non c'erano tracce del piccolo. Il principe, pensando che il cane avesse sbranato suo figlio, lo uccise con la spada; ma poco dopo un vagito gli svelò il terribile errore: il piccolo era salvo e illeso e vicino a lui vi era il corpo dilaniato di un lupo. Al sovrano si rivelò così l'agghiacciante errore: il cane aveva difeso il bambino e il sangue nella sua bocca non era di suo figlio ma del lupo. La vicenda provò talmente il principe che, dice la leggenda, per il resto della sua vita non sorrise più. Lì dove fu sepolto il cane il principe fece erigere una sontuosa tomba.
Ancora oggi recandosi a Beddgelert si può fare visita alla lapide di Gelert.

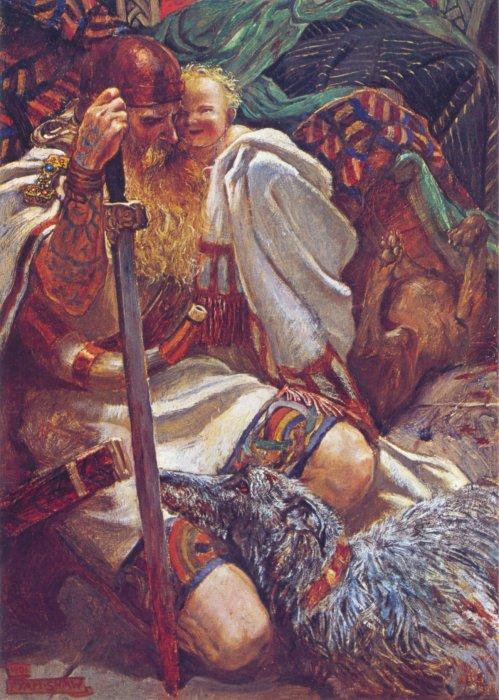
"Who Knoweth the Spirit of Man..." (1901) by John Byam Liston Shaw (1872-1919)